# 12 Horas de Sebring 2011
El 59º Mobil 1 12 Horas de Sebring presentado por Fresh from Florida se celebró en el Sebring International Raceway el 19 de marzo de 2011. Fue la ronda de apertura de la temporada 2011 de la American Le Mans Series y la 2011 Intercontinental Le Mans Cup.

## Clasificación
Los ganadores de las poles en cada clase están marcados en negrita.
| Pos | Clase  | Equipo                              | Piloto              | Tiempo     | Grilla |
| --- | ------ | ----------------------------------- | ------------------- | ---------- | ------ |
| 1   | LMP1   | #8 Peugeot Sport Total              | Stéphane Sarrazin   | 1:46.571   | 1      |
| 2   | LMP1   | #1 Audi Sport Team Joest            | Romain Dumas        | 1:47.680   | 2      |
| 3   | LMP1   | #7 Peugeot Sport Total              | Marc Gené           | 1:48.020   | 3      |
| 4   | LMP1   | #2 Audi Sport Team Joest            | Tom Kristensen      | 1:48.173   | 4      |
| 5   | LMP1   | #10 Team Oreca Matmut               | Loïc Duval          | 1:48.569   | 5      |
| 6   | LMP1   | #06 Muscle Milk Aston Martin Racing | Klaus Graf          | 1:49.679   | 6      |
| 7   | LMP1   | #01 Highcroft Racing                | Simon Pagenaud      | 1:49.802   | 7      |
| 8   | LMP1   | #12 Rebellion Racing                | Neel Jani           | 1:50.756   | 8      |
| 9   | LMP1   | #15 OAK Racing                      | Guillaume Moreau    | 1:51.781   | 9      |
| 10  | LMP1   | #016 Dyson Racing Team              | Chris Dyson         | 1:52.233   | 10     |
| 11  | LMP2   | #26 Signatech Nissan                | Soheil Ayari        | 1:53.815   | 11     |
| 12  | LMPC   | #036 Genoa Racing                   | Dane Cameron        | 1:55.232   | 12     |
| 13  | LMPC   | #005 CORE Autosport                 | Ryan Dalziel        | 1:55.430   | 13     |
| 14  | LMPC   | #006 CORE Autosport                 | Gunnar Jeannette    | 1:55.905   | 14     |
| 15  | LMPC   | #052 PR1 Mathiasen Motorsports      | Ryan Lewis          | 1:56.494   | 15     |
| 16  | LMP1   | #24 OAK Racing                      | Jean-François Yvon  | 1:56.498   | 16     |
| 17  | LMP2   | #055 Level 5 Motorsports            | Luis Díaz           | 1:57.168   | 17     |
| 18  | LMPC   | #063 Genoa Racing                   | Eric Lux            | 1:57.957   | 18     |
| 19  | LMPC   | #038 Iconik Energy Drinks - WRO     | Luca Moro           | 1:58.231   | 19     |
| 20  | LMPC   | #089 Intersport Racing              | Kyle Marcelli       | 1:58.391   | 20     |
| 21  | LMP2   | #35 OAK Racing                      | Patrice Lafargue    | 2:00.880   | 21     |
| 22  | GT     | #51 AF Corse                        | Gianmaria Bruni     | 2:01.561   | 22     |
| 23  | GT     | #04 Corvette Racing                 | Oliver Gavin        | 2:01.743   | 23     |
| 24  | GT     | #55 BMW Motorsport                  | Dirk Werner         | 2:01.841   | 24     |
| 25  | GT     | #56 BMW Motorsport                  | Dirk Müller         | 2:02.139   | 25     |
| 26  | GT     | #062 Risi Competizione              | Jaime Melo          | 2:02.290   | 26     |
| 27  | GT     | #045 Flying Lizard Motorsports      | Jörg Bergmeister    | 2:02.334   | 27     |
| 28  | GT     | #002 Extreme Speed Motorsports      | Guy Cosmo           | 2:02.406   | 28     |
| 29  | GT     | #59 Luxury Racing                   | Frédéric Makowiecki | 2:02.524   | 29     |
| 30  | GT     | #03 Corvette Racing                 | Olivier Beretta     | 2:02.633   | 30     |
| 31  | GT     | #001 Extreme Speed Motorsports      | Scott Sharp         | 2:02.877   | 31     |
| 32  | GTE-AM | #63 Proton Competition              | Richard Lietz       | 2:02.942   | 32     |
| 33  | GT     | #017 Team Falken Tire               | Bryan Sellers       | 2:03.004   | 33     |
| 34  | GT     | #004 Robertson Racing               | Anthony Lazzaro     | 2:03.309   | 34     |
| 35  | GT     | #040 Robertson Racing               | Boris Said          | 2:03.454   | 35     |
| 36  | GTE-AM | #57 Krohn Racing                    | Niclas Jönsson      | 2:03.500   | 36     |
| 37  | GTE-AM | #60 Gulf AMR Middle East            | Fabien Giroix       | 2:04.098   | 37     |
| 38  | GT     | #099 Jaguar RSR                     | Bruno Junqueira     | 2:04.260   | 38     |
| 39  | GT     | #050 Panoz Racing                   | Ian James           | 2:04.372   | 39     |
| 40  | GTE-AM | #50 Larbre Compétition              | Gabriele Gardel     | 2:04.567   | 40     |
| 41  | GT     | #098 Jaguar RSR                     | P.J. Jones          | 2:05.327   | 41     |
| 42  | GT     | #048 Paul Miller Racing             | Bryce Miller        | 2:05.784   | 42     |
| 43  | GTE-AM | #62 CRS Racing                      | Pierre Ehret        | 2:05.993   | 43     |
| 44  | GTC    | #023 Alex Job Racing                | Leh Keen            | 2:07.373   | 44     |
| 45  | GTC    | #077 Magnus Racing                  | Craig Stanton       | 2:07.395   | 45     |
| 46  | GTC    | #054 Black Swan Racing              | Damien Faulkner     | 2:07.433   | 46     |
| 47  | GTC    | #032 GMG Racing                     | James Sofronas      | 2:08.187   | 47     |
| 48  | GTC    | #034 Kelly Moss Motorsports         | Andrew Davis        | 2:08.248   | 48     |
| 49  | GTC    | #068 TRG                            | Dion von Moltke     | 2:08.578   | 49     |
| 50  | GTC    | #066 TRG                            | Duncan Ende         | 2:08.723   | 50     |
| 51  | GTC    | #011 JDX Racing                     | Nick Ham            | 2:08.887   | 51     |
| 52  | GT     | #044 Flying Lizard Motorsports      | Seth Neiman         | 2:11.909   | 52     |
| 53  | LMP2   | #33 Level 5 Motorsports             | Christophe Bouchut  | 2:23.917   | 53     |
| 54  | LMPC   | #018 Performance Tech Motorsports   | Sin Tiempo          | Sin Tiempo | 54     |
| 55  | GT     | #008 West Yokohama Racing           | Sin Tiempo          | Sin Tiempo | 55     |
| 56  | GTC    | #030 NGT Motorsports                | Sin Tiempo          | Sin Tiempo | 56     |

## Carrera
Ganadores de la clase en negrita. Coches que no cumplan el 70% de la distancia del ganador esta marcados como No clasificados (NC).
| Pos    | Clase  | No  | Equipo                          | Pilotos                                                  | Chasis                                  | Neumáticos | Vueltas |
| Pos    | Clase  | No  | Equipo                          | Pilotos                                                  | Motor                                   | Neumáticos | Vueltas |
| ------ | ------ | --- | ------------------------------- | -------------------------------------------------------- | --------------------------------------- | ---------- | ------- |
| 1      | LMP1   | 10  | Team Oreca-Matmut               | Nicolas Lapierre Loïc Duval Olivier Panis                | Peugeot 908 HDi FAP                     | M          | 332     |
| 1      | LMP1   | 10  | Team Oreca-Matmut               | Nicolas Lapierre Loïc Duval Olivier Panis                | Peugeot HDi 5.5 L Turbo V12 (Diesel)    | M          | 332     |
| 2      | LMP1   | 01  | Highcroft Racing                | David Brabham Marino Franchitti Simon Pagenaud           | HPD ARX-01e                             | M          | 332     |
| 2      | LMP1   | 01  | Highcroft Racing                | David Brabham Marino Franchitti Simon Pagenaud           | HPD AL7R 3.4 L V8                       | M          | 332     |
| 3      | LMP1   | 8   | Peugeot Sport Total             | Pedro Lamy Franck Montagny Stéphane Sarrazin             | Peugeot 908                             | M          | 332     |
| 3      | LMP1   | 8   | Peugeot Sport Total             | Pedro Lamy Franck Montagny Stéphane Sarrazin             | Peugeot HDi 3.7 L Turbo V8 (Diesel)     | M          | 332     |
| 4      | LMP1   | 2   | Audi Sport Team Joest           | Tom Kristensen Allan McNish Rinaldo Capello              | Audi R15 TDI plus                       | M          | 327     |
| 4      | LMP1   | 2   | Audi Sport Team Joest           | Tom Kristensen Allan McNish Rinaldo Capello              | Audi TDI 5.5 L Turbo V10 (Diesel)       | M          | 327     |
| 5      | LMP1   | 1   | Audi Sport Team Joest           | Timo Bernhard Mike Rockenfeller Romain Dumas             | Audi R15 TDI plus                       | M          | 326     |
| 5      | LMP1   | 1   | Audi Sport Team Joest           | Timo Bernhard Mike Rockenfeller Romain Dumas             | Audi TDI 5.5 L Turbo V10 (Diesel)       | M          | 326     |
| 6      | LMP1   | 016 | Dyson Racing Team               | Chris Dyson Guy Smith Jay Cochran                        | Lola B09/86                             | D          | 324     |
| 6      | LMP1   | 016 | Dyson Racing Team               | Chris Dyson Guy Smith Jay Cochran                        | Mazda MZR-R 2.0 L Turbo I4 (Isobutanol) | D          | 324     |
| 7      | LMP1   | 12  | Rebellion Racing                | Neel Jani Nicolas Prost Jeroen Bleekemolen               | Lola B10/60                             | M          | 320     |
| 7      | LMP1   | 12  | Rebellion Racing                | Neel Jani Nicolas Prost Jeroen Bleekemolen               | Toyota RV8KLM 3.4 L V8                  | M          | 320     |
| 8      | LMP1   | 7   | Peugeot Sport Total             | Alexander Wurz Anthony Davidson Marc Gené                | Peugeot 908                             | M          | 315     |
| 8      | LMP1   | 7   | Peugeot Sport Total             | Alexander Wurz Anthony Davidson Marc Gené                | Peugeot HDi 3.7 L Turbo V8 (Diesel)     | M          | 315     |
| 9      | LMPC   | 036 | Genoa Racing                    | Jens Peterson Dane Cameron Michael Guasch                | Oreca FLM09                             | M          | 312     |
| 9      | LMPC   | 036 | Genoa Racing                    | Jens Peterson Dane Cameron Michael Guasch                | Chevrolet LS3 6.2 L V8                  | M          | 312     |
| 10     | GT     | 56  | BMW Motorsport                  | Dirk Müller Joey Hand Andy Priaulx                       | BMW M3 GT2                              | D          | 312     |
| 10     | GT     | 56  | BMW Motorsport                  | Dirk Müller Joey Hand Andy Priaulx                       | BMW 4.0 L V8                            | D          | 312     |
| 11     | LMPC   | 005 | CORE Autosport                  | Jon Bennett Frankie Montecalvo Ryan Dalziel              | Oreca FLM09                             | M          | 312     |
| 11     | LMPC   | 005 | CORE Autosport                  | Jon Bennett Frankie Montecalvo Ryan Dalziel              | Chevrolet LS3 6.2 L V8                  | M          | 312     |
| 12     | GT     | 55  | BMW Motorsport                  | Bill Auberlen Dirk Werner Augusto Farfus                 | BMW M3 GT2                              | D          | 312     |
| 12     | GT     | 55  | BMW Motorsport                  | Bill Auberlen Dirk Werner Augusto Farfus                 | BMW 4.0 L V8                            | D          | 312     |
| 13     | GT     | 03  | Corvette Racing                 | Tommy Milner Olivier Beretta Antonio García              | Chevrolet Corvette C6.R                 | M          | 312     |
| 13     | GT     | 03  | Corvette Racing                 | Tommy Milner Olivier Beretta Antonio García              | Chevrolet 5.5 L V8                      | M          | 312     |
| 14     | GT     | 04  | Corvette Racing                 | Oliver Gavin Jan Magnussen Richard Westbrook             | Chevrolet Corvette C6.R                 | M          | 311     |
| 14     | GT     | 04  | Corvette Racing                 | Oliver Gavin Jan Magnussen Richard Westbrook             | Chevrolet 5.5 L V8                      | M          | 311     |
| 15     | GT     | 51  | AF Corse                        | Giancarlo Fisichella Gianmaria Bruni Pierre Kaffer       | Ferrari F430 GT2                        | M          | 311     |
| 15     | GT     | 51  | AF Corse                        | Giancarlo Fisichella Gianmaria Bruni Pierre Kaffer       | Ferrari 4.0 L V8                        | M          | 311     |
| 16     | GT     | 045 | Flying Lizard Motorsports       | Patrick Long Jörg Bergmeister Marc Lieb                  | Porsche 997 GT3-RSR                     | M          | 310     |
| 16     | GT     | 045 | Flying Lizard Motorsports       | Patrick Long Jörg Bergmeister Marc Lieb                  | Porsche 4.0 L Flat-6                    | M          | 310     |
| 17     | GT     | 044 | Flying Lizard Motorsports       | Seth Neiman Darren Law Marco Holzer                      | Porsche 997 GT3-RSR                     | M          | 306     |
| 17     | GT     | 044 | Flying Lizard Motorsports       | Seth Neiman Darren Law Marco Holzer                      | Porsche 4.0 L Flat-6                    | M          | 306     |
| 18     | LMPC   | 006 | CORE Autosport                  | Gunnar Jeannette Ricardo González Rudy Junco, Jr.        | Oreca FLM09                             | M          | 305     |
| 18     | LMPC   | 006 | CORE Autosport                  | Gunnar Jeannette Ricardo González Rudy Junco, Jr.        | Chevrolet LS3 6.2 L V8                  | M          | 305     |
| 19     | GTE Am | 57  | Krohn Racing                    | Tracy Krohn Niclas Jönsson Michele Rugolo                | Ferrari F430 GT2                        | D          | 302     |
| 19     | GTE Am | 57  | Krohn Racing                    | Tracy Krohn Niclas Jönsson Michele Rugolo                | Ferrari 4.0 V8                          | D          | 302     |
| 20     | LMP2   | 055 | Level 5 Motorsports             | Scott Tucker Ryan Hunter-Reay Luis Díaz                  | Lola B11/40                             | M          | 300     |
| 20     | LMP2   | 055 | Level 5 Motorsports             | Scott Tucker Ryan Hunter-Reay Luis Díaz                  | HPD HR28TT 2.8 L Turbo V6               | M          | 300     |
| 21     | GTC    | 054 | Black Swan Racing               | Tim Pappas Damien Faulkner Sebastiaan Bleekemolen        | Porsche 997 GT3 Cup                     | Y          | 299     |
| 21     | GTC    | 054 | Black Swan Racing               | Tim Pappas Damien Faulkner Sebastiaan Bleekemolen        | Porsche 3.8 L Flat-6                    | Y          | 299     |
| 22     | GTC    | 066 | TRG                             | Duncan Ende Spencer Pumpelly Alain Li                    | Porsche 997 GT3 Cup                     | Y          | 299     |
| 22     | GTC    | 066 | TRG                             | Duncan Ende Spencer Pumpelly Alain Li                    | Porsche 3.8 L Flat-6                    | Y          | 299     |
| 23     | GTC    | 030 | NGT Motorsports                 | Henrique Cisneros Carlos Kauffmann Sean Edwards          | Porsche 997 GT3 Cup                     | Y          | 296     |
| 23     | GTC    | 030 | NGT Motorsports                 | Henrique Cisneros Carlos Kauffmann Sean Edwards          | Porsche 3.8 L Flat-6                    | Y          | 296     |
| 24     | GTC    | 011 | JDX Racing                      | Nick Ham Chris Cumming Scott Blackett                    | Porsche 997 GT3 Cup                     | Y          | 295     |
| 24     | GTC    | 011 | JDX Racing                      | Nick Ham Chris Cumming Scott Blackett                    | Porsche 3.8 L Flat-6                    | Y          | 295     |
| 25     | GTC    | 068 | TRG                             | Dion von Moltke Peter Ludwig Jim Norman                  | Porsche 997 GT3 Cup                     | Y          | 295     |
| 25     | GTC    | 068 | TRG                             | Dion von Moltke Peter Ludwig Jim Norman                  | Porsche 3.8 L Flat-6                    | Y          | 295     |
| 26     | GT     | 040 | Robertson Racing                | David Robertson Andrea Robertson Boris Said              | Ford GT-R Mk. VII                       | M          | 294     |
| 26     | GT     | 040 | Robertson Racing                | David Robertson Andrea Robertson Boris Said              | Élan 5.0 L V8                           | M          | 294     |
| 27     | LMPC   | 063 | Genoa Racing                    | Elton Julian Eric Lux Christian Zugel                    | Oreca FLM09                             | M          | 294     |
| 27     | LMPC   | 063 | Genoa Racing                    | Elton Julian Eric Lux Christian Zugel                    | Chevrolet LS3 6.2 L V8                  | M          | 294     |
| 28     | GT     | 59  | Luxury Racing                   | Stéphane Ortelli Frédéric Makowiecki Jean-Denis Délétraz | Ferrari 458 Italia GT2                  | M          | 292     |
| 28     | GT     | 59  | Luxury Racing                   | Stéphane Ortelli Frédéric Makowiecki Jean-Denis Délétraz | Ferrari 4.5 L V8                        | M          | 292     |
| 29     | GTC    | 034 | Kelly-Moss Motorsports          | Peter LeSaffre Andrew Davis Bob Faieta                   | Porsche 997 GT3 Cup                     | Y          | 291     |
| 29     | GTC    | 034 | Kelly-Moss Motorsports          | Peter LeSaffre Andrew Davis Bob Faieta                   | Porsche 3.8 L Flat-6                    | Y          | 291     |
| 30     | LMP2   | 26  | Signatech Nissan                | Franck Mailleux Soheil Ayari Lucas Ordóñez               | Oreca 03                                | D          | 290     |
| 30     | LMP2   | 26  | Signatech Nissan                | Franck Mailleux Soheil Ayari Lucas Ordóñez               | Nissan VK45DE 4.5 L V8                  | D          | 290     |
| 31     | LMP2   | 35  | OAK Racing                      | Patrice Lafargue Frédéric Da Rocha Andrea Barlesi        | OAK Pescarolo 01                        | D          | 287     |
| 31     | LMP2   | 35  | OAK Racing                      | Patrice Lafargue Frédéric Da Rocha Andrea Barlesi        | Judd-BMW HK 3.6 L V8                    | D          | 287     |
| 32     | GTC    | 077 | Magnus Racing                   | John Potter Craig Stanton Matthew Marsh                  | Porsche 997 GT3 Cup                     | Y          | 282     |
| 32     | GTC    | 077 | Magnus Racing                   | John Potter Craig Stanton Matthew Marsh                  | Porsche 3.8 L Flat-6                    | Y          | 282     |
| 33     | LMP2   | 33  | Level 5 Motorsports             | Scott Tucker Christophe Bouchut João Barbosa             | Lola B08/80                             | M          | 280     |
| 33     | LMP2   | 33  | Level 5 Motorsports             | Scott Tucker Christophe Bouchut João Barbosa             | HPD HR28TT 2.8 L Turbo V6               | M          | 280     |
| 34     | GTC    | 023 | Alex Job Racing                 | Leh Keen Bill Sweedler Brian Wong                        | Porsche 997 GT3 Cup                     | Y          | 279     |
| 34     | GTC    | 023 | Alex Job Racing                 | Leh Keen Bill Sweedler Brian Wong                        | Porsche 3.8 L Flat-6                    | Y          | 279     |
| 35 DNF | GT     | 002 | Extreme Speed Motorsports       | Ed Brown Guy Cosmo Rob Bell                              | Ferrari 458 Italia GT2                  | M          | 268     |
| 35 DNF | GT     | 002 | Extreme Speed Motorsports       | Ed Brown Guy Cosmo Rob Bell                              | Ferrari 4.5 L V8                        | M          | 268     |
| 36 DNF | GT     | 062 | Risi Competizione               | Jaime Melo Toni Vilander Mika Salo                       | Ferrari 458 Italia GT2                  | M          | 266     |
| 36 DNF | GT     | 062 | Risi Competizione               | Jaime Melo Toni Vilander Mika Salo                       | Ferrari 4.5 L V8                        | M          | 266     |
| 37 DNF | GT     | 004 | Robertson Racing                | David Murry Anthony Lazzaro Colin Braun                  | Ford GT-R Mk. VII                       | M          | 261     |
| 37 DNF | GT     | 004 | Robertson Racing                | David Murry Anthony Lazzaro Colin Braun                  | Élan 5.0 L V8                           | M          | 261     |
| 38     | GT     | 098 | Jaguar RSR                      | P. J. Jones Rocky Moran Kenny Wilden                     | Jaguar XKR GT2                          | D          | 256     |
| 38     | GT     | 098 | Jaguar RSR                      | P. J. Jones Rocky Moran Kenny Wilden                     | Jaguar 5.0 L V8                         | D          | 256     |
| 39     | GTE Am | 63  | Proton Competition              | Richard Lietz Christian Ried Gianluca Roda               | Porsche 997 GT3-RSR                     | M          | 252     |
| 39     | GTE Am | 63  | Proton Competition              | Richard Lietz Christian Ried Gianluca Roda               | Porsche 4.0 L Flat-6                    | M          | 252     |
| 40     | LMPC   | 018 | Performance Tech Motorsports    | Anthony Nicolosi Jarrett Boon Jan-Dirk Lueders           | Oreca FLM09                             | M          | 246     |
| 40     | LMPC   | 018 | Performance Tech Motorsports    | Anthony Nicolosi Jarrett Boon Jan-Dirk Lueders           | Chevrolet LS3 6.2 L V8                  | M          | 246     |
| 41 DNF | GT     | 048 | Paul Miller Racing              | Bryce Miller René Rast Sascha Maassen                    | Porsche 997 GT3-RSR                     | Y          | 231     |
| 41 DNF | GT     | 048 | Paul Miller Racing              | Bryce Miller René Rast Sascha Maassen                    | Porsche 4.0 L Flat-6                    | Y          | 231     |
| 42 DNF | GTE Am | 62  | CRS Racing                      | Pierre Ehret Shaun Lynn Roger Willis                     | Ferrari F430 GT2                        | M          | 226     |
| 42 DNF | GTE Am | 62  | CRS Racing                      | Pierre Ehret Shaun Lynn Roger Willis                     | Ferrari 4.0 V8                          | M          | 226     |
| 43 DNF | LMP1   | 15  | OAK Racing                      | Matthieu Lahaye Pierre Ragues Guillaume Moreau           | OAK Pescarolo 01                        | D          | 222     |
| 43 DNF | LMP1   | 15  | OAK Racing                      | Matthieu Lahaye Pierre Ragues Guillaume Moreau           | Judd DB 3.4 L V8                        | D          | 222     |
| 44 DNF | GT     | 017 | Team Falken Tire                | Bryan Sellers Wolf Henzler Martin Ragginger              | Porsche 997 GT3-RSR                     | F          | 220     |
| 44 DNF | GT     | 017 | Team Falken Tire                | Bryan Sellers Wolf Henzler Martin Ragginger              | Porsche 4.0 L Flat-6                    | F          | 220     |
| 45 DNF | LMPC   | 038 | Iconik Energy Drinks WRO        | Olivier Lombard Johnny Mowlem Luca Moro                  | Oreca FLM09                             | M          | 203     |
| 45 DNF | LMPC   | 038 | Iconik Energy Drinks WRO        | Olivier Lombard Johnny Mowlem Luca Moro                  | Chevrolet LS3 6.2 L V8                  | M          | 203     |
| 46 DNF | LMPC   | 052 | PR1 Mathiasen Motorsports       | Ken Dobson Ryan Lewis Henri Richard                      | Oreca FLM09                             | M          | 185     |
| 46 DNF | LMPC   | 052 | PR1 Mathiasen Motorsports       | Ken Dobson Ryan Lewis Henri Richard                      | Chevrolet LS3 6.2 L V8                  | M          | 185     |
| 47 DNF | LMP1   | 06  | Muscle Milk Aston Martin Racing | Greg Pickett Klaus Graf Lucas Luhr                       | Lola-Aston Martin B08/62                | M          | 151     |
| 47 DNF | LMP1   | 06  | Muscle Milk Aston Martin Racing | Greg Pickett Klaus Graf Lucas Luhr                       | Aston Martin 6.0 L V12                  | M          | 151     |
| 48 DNF | LMP1   | 24  | OAK Racing                      | Jacques Nicolet Jean-François Yvon Richard Hein          | OAK Pescarolo 01                        | D          | 110     |
| 48 DNF | LMP1   | 24  | OAK Racing                      | Jacques Nicolet Jean-François Yvon Richard Hein          | Judd DB 3.4 L V8                        | D          | 110     |
| 49 DNF | GTC    | 032 | GMG Racing                      | Bret Curtis James Sofronas Jan Seyffarth                 | Porsche 997 GT3 Cup                     | Y          | 87      |
| 49 DNF | GTC    | 032 | GMG Racing                      | Bret Curtis James Sofronas Jan Seyffarth                 | Porsche 3.8 L Flat-6                    | Y          | 87      |
| 50 DNF | LMPC   | 089 | Intersport Racing               | Kyle Marcelli Tomy Drissi Rusty Mitchell                 | Oreca FLM09                             | M          | 85      |
| 50 DNF | LMPC   | 089 | Intersport Racing               | Kyle Marcelli Tomy Drissi Rusty Mitchell                 | Chevrolet LS3 6.2 L V8                  | M          | 85      |
| 51 DNF | GT     | 001 | Extreme Speed Motorsports       | Scott Sharp Johannes van Overbeek Dominik Farnbacher     | Ferrari 458 Italia GT2                  | M          | 49      |
| 51 DNF | GT     | 001 | Extreme Speed Motorsports       | Scott Sharp Johannes van Overbeek Dominik Farnbacher     | Ferrari 4.5 L V8                        | M          | 49      |
| 52 DNF | GTE Am | 50  | Larbre Compétition              | Patrick Bornhauser Julien Canal Gabriele Gardel          | Chevrolet Corvette C6.R                 | M          | 37      |
| 52 DNF | GTE Am | 50  | Larbre Compétition              | Patrick Bornhauser Julien Canal Gabriele Gardel          | Chevrolet 5.5 L V8                      | M          | 37      |
| 53 DNF | GT     | 099 | Jaguar RSR                      | Bruno Junqueira Cristiano da Matta Oriol Servià          | Jaguar XKR GT2                          | D          | 35      |
| 53 DNF | GT     | 099 | Jaguar RSR                      | Bruno Junqueira Cristiano da Matta Oriol Servià          | Jaguar 5.0 L V8                         | D          | 35      |
| 54 DNF | GT     | 050 | Panoz Racing                    | Benjamin Leuenberger Ian James                           | Panoz Abruzzi                           | M          | 19      |
| 54 DNF | GT     | 050 | Panoz Racing                    | Benjamin Leuenberger Ian James                           | Chevrolet 6.5 L V8                      | M          | 19      |
| 55 DNF | GT     | 008 | West Yokohama Team              | Nicky Pastorelli Dominik Schwager                        | Lamborghini Gallardo LP560 GT2          | Y          | 10      |
| 55 DNF | GT     | 008 | West Yokohama Team              | Nicky Pastorelli Dominik Schwager                        | Lamborghini 5.2 L V10                   | Y          | 10      |
| 56 DNF | GTE Am | 60  | Gulf AMR Middle East            | Fabien Giroix Roald Goethe Michael Wainright             | Aston Martin V8 Vantage GT2             | D          | 5       |
| 56 DNF | GTE Am | 60  | Gulf AMR Middle East            | Fabien Giroix Roald Goethe Michael Wainright             | Aston Martin 4.5 L V8                   | D          | 5       |